# Аугусто Мідана
Аугусто Мідана (порт. Augusto Midana; нар. 20 травня 1984, Сукуто-Нхакра, округ Болама) — борець вільного стилю Гвінеї-Бісау, шестиразовий чемпіон та триразовий бронзовий призер чемпіонатів Африки, бронзовий призер Всеафриканських ігор, учасник чотирьох Олімпійських ігор. Також виступає у змаганнях з пляжної боротьби. Бронзовий призер чемпіонату світу з пляжної боротьби.

## Біографія
Боротьбою почав займатися з 2006 року. Тренується у тренувальному центрі FILA міста Тієс, Сенегал.
На церемонії відкриття літніх Олімпійських ігор 2016 року в Ріо-де-Жанейро був прапороносцем своєї країни.

## Спортивні результати на міжнародних змаганнях

### Виступи на Олімпіадах
| Змагання                    | Збірна       | Вагова категорія          | Місце |
| --------------------------- | ------------ | ------------------------- | ----- |
| Літні Олімпійські ігри 2008 | Гвінея-Бісау | вільна боротьба, до 74 кг | 16    |
| Літні Олімпійські ігри 2012 | Гвінея-Бісау | вільна боротьба, до 74 кг | 7     |
| Літні Олімпійські ігри 2016 | Гвінея-Бісау | вільна боротьба, до 74 кг | 14    |
| Літні Олімпійські ігри 2020 | Гвінея-Бісау | вільна боротьба, до 74 кг | 11    |

### Виступи на Чемпіонатах світу
| Змагання                                | Збірна       | Вагова категорія          | Місце  |
| --------------------------------------- | ------------ | ------------------------- | ------ |
| Чемпіонат світу з боротьби 2007         | Гвінея-Бісау | вільна боротьба, до 74 кг | 32     |
| Чемпіонат світу з пляжної боротьби 2009 | Гвінея-Бісау | чоловіки, до 85 кг        | Бронза |
| Чемпіонат світу з боротьби 2010         | Гвінея-Бісау | вільна боротьба, до 74 кг | 19     |
| Чемпіонат світу з боротьби 2011         | Гвінея-Бісау | вільна боротьба, до 74 кг | 14     |
| Чемпіонат світу з боротьби 2014         | Гвінея-Бісау | вільна боротьба, до 74 кг | 19     |
| Чемпіонат світу з боротьби 2015         | Гвінея-Бісау | вільна боротьба, до 74 кг | 20     |

### Виступи на Чемпіонатах Африки
| Змагання                         | Збірна       | Вагова категорія          | Місце  |
| -------------------------------- | ------------ | ------------------------- | ------ |
| Чемпіонат Африки з боротьби 2006 | Гвінея-Бісау | вільна боротьба, до 74 кг | 6      |
| Чемпіонат Африки з боротьби 2007 | Гвінея-Бісау | вільна боротьба, до 74 кг | 7      |
| Чемпіонат Африки з боротьби 2008 | Гвінея-Бісау | вільна боротьба, до 74 кг | Бронза |
| Чемпіонат Африки з боротьби 2009 | Гвінея-Бісау | вільна боротьба, до 74 кг | Бронза |
| Чемпіонат Африки з боротьби 2010 | Гвінея-Бісау | вільна боротьба, до 74 кг | Золото |
| Чемпіонат Африки з боротьби 2011 | Гвінея-Бісау | вільна боротьба, до 74 кг | Золото |
| Чемпіонат Африки з боротьби 2012 | Гвінея-Бісау | вільна боротьба, до 74 кг | Золото |
| Чемпіонат Африки з боротьби 2014 | Гвінея-Бісау | вільна боротьба, до 74 кг | Золото |
| Чемпіонат Африки з боротьби 2015 | Гвінея-Бісау | вільна боротьба, до 74 кг | Золото |
| Чемпіонат Африки з боротьби 2016 | Гвінея-Бісау | вільна боротьба, до 74 кг | Золото |
| Чемпіонат Африки з боротьби 2019 | Гвінея-Бісау | вільна боротьба, до 74 кг | Бронза |
| Чемпіонат Африки з боротьби 2020 | Гвінея-Бісау | вільна боротьба, до 74 кг | 9      |

### Виступи на Всеафриканських іграх
| Змагання                 | Збірна       | Вагова категорія          | Місце  |
| ------------------------ | ------------ | ------------------------- | ------ |
| Всеафриканські ігри 2007 | Гвінея-Бісау | вільна боротьба, до 74 кг | Бронза |
| Африканські ігри 2019    | Гвінея-Бісау | вільна боротьба, до 74 кг | 11     |

### Виступи на Кубках світу
| Змагання                    | Збірна       | Вагова категорія          | Місце |
| --------------------------- | ------------ | ------------------------- | ----- |
| Кубок світу з боротьби 2020 | Гвінея-Бісау | вільна боротьба, до 74 кг | 16    |

### Виступи на інших змаганнях
| Змагання                                                       | Збірна       | Вагова категорія          | Місце  |
| -------------------------------------------------------------- | ------------ | ------------------------- | ------ |
| Олімпійський кваліфікаційний турнір з боротьби 2008 (Варшава)  | Гвінея-Бісау | вільна боротьба, до 74 кг | 26     |
| Олімпійський кваліфікаційний турнір з боротьби 2012 (Марракеш) | Гвінея-Бісау | вільна боротьба, до 74 кг | Золото |
| Гран-прі «Іван Яригін» 2014                                    | Гвінея-Бісау | вільна боротьба, до 74 кг | 24     |
| Турнір Олександра Медведя 2015                                 | Гвінея-Бісау | вільна боротьба, до 74 кг | 32     |
| Турнір Дана Колова — Николи Петрова 2015                       | Шаблон:UWW   | вільна боротьба, до 74 кг | 5      |
| Турнір Олександра Медведя 2016                                 | Гвінея-Бісау | вільна боротьба, до 74 кг | 32     |
| Олімпійський кваліфікаційний турнір з боротьби 2016 (Алжир)    | Гвінея-Бісау | вільна боротьба, до 74 кг | Золото |
| Меморіал Вацлава Циолковського 2016                            | Гвінея-Бісау | вільна боротьба, до 74 кг | 12     |
| Олімпійський кваліфікаційний турнір з боротьби 2020 (Хаммамет) | Гвінея-Бісау | вільна боротьба, до 74 кг | Срібло |
| Турнір міста Сассарі з боротьби 2021                           | Гвінея-Бісау | вільна боротьба, до 74 кг | Бронза |